# Маутерн-ан-дер-Донау
Маутерн-ан-дер-Донау (нем. Mautern an der Donau) — город в Австрии, в федеральной земле Нижняя Австрия.
Входит в состав округа Кремс. Население — около 3,6 тыс. человек. Занимает площадь 9,14 км². Официальный код — 3 13 27.

## Политическая ситуация
Бургомистр коммуны — Армин Зоннауэр (АНП) по результатам выборов 2003 года.
Совет представителей коммуны (нем. Gemeinderat) состоит из 23 мест.
- АНП занимает 14 мест.
- СДПА занимает 6 мест.
- Партия BL занимает 2 места.
- АПС занимает 1 место.